# Nobuteru Yūki
Nobuteru Yūki (結城 信輝, Yūki Nobuteru), né au Japon le 24 décembre 1962, est un animateur japonais.

## Début du travail en studio
Étant depuis tout jeune un grand fan de tout ce qui touche à l’animation, c’est toutefois dans un tout autre domaine que Nobuteru Yūki oriente ses études. C’est en effet en bureautique qu’il fait ses premiers pas, et, une fois diplômé, il est engagé comme fonctionnaire. Il gardera cet emploi pendant deux ans avant de se rendre compte que le chemin qu’il avait emprunté n’était pas le bon.
À 20 ans, dessins sous le bras, Nobuteru Yūki se balade dans les studios en tant que fan. Un jour, alors qu’il se trouvait dans le studio ARTLAND, l’un des animateurs lui demanda de s'essayer à l'animation. Ce studio avait alors besoin de personnel et il venait tout juste de terminer la série Macross, un des plus gros succès de l'animation de l'époque.
Nobuteru Yūki accumulait les petits boulots dans les studios. C’est ainsi qu’il put nouer des relations avec certains studios et qu’il put y entrer, quitter son emploi de fonctionnaire pour un métier dans l’animation lui convenait totalement. Le fait qu’il ait déjà travaillé avec plusieurs studios a aussi joué en sa faveur. Quant à la place obtenue dans le studio Artland, sans gravir d’échelon, on le nomma directement lay-out sur le projet Orguss.
Son premier gros poste fut celui de character designer sur la série américano-japonaise, Bionic 6, série qui sera diffusée sur la chaîne française  TF1 sous le nom « Les Bioniques ». Plus tard, il fut embauché dans les studios TMS où il travailla sur ses plus grandes séries comme Kaze no tairiku (The Weathering Continent), mais surtout Les Chroniques de la guerre de Lodoss (Lodoss tō senki). 
Dans cette dernière, il mélangea un certain nombre d’éléments de contes médiévaux, de légendes celtiques, des références aux jeux vidéo RPG, etc. Ce qui lui assurera un succès mondial, touchant ainsi divers pays et diverses cultures.
Nobuteru Yūki se lança dans le manga avec le titre Vaelber Saga. Cependant son monde à lui c’est l’animation et au bout de quelques volumes (deux en France, et trois au Japon) il stoppa sa publication, qui se faisait au Japon via le magazine Dragon magazine'  et édité en France par Kraken.
En 1994, il s'attaque à l'adaptation en OAV d'un manga dont le niveau technique est très élevé : « Gunnm » (Battle Angel Alita). Le design des personnages, notamment celui de Gally (Alita), abonde en détails comme à son habitude et ne trahit pas le manga.
En 1996, Nobuteru Yūki est appelé pour faire le chara-design d'une série d'heroic fantasy Vision d'Escaflowne (Tenkū no Esukafurōne)
Sur cette série, il ne réalisa que le chara-design et les génériques de début et de fin. Les dessins des épisodes furent confiés à Hiroshi Ōsaka car Nobuteru Yūki fut appelé à travailler sur le sublime film de X1999 (des Clamp) en tant que chara-designer et animateur.
C'est qu'en 2000, que Nobuteru Yūki reprit le « dossier » Escaflowne, pour en adapter la série en un film du nommé « Tsubasa no kami », Contrairement à la série, cette fois le studio lui donna carte blanche pour la création des personnages, c'est alors qu'ils se sont durcis dans leurs apparences, et que le style "shōjo" disparut (ainsi que les nez à qui l'on reprochait une certaine longueur).
Escaflowne tient vraiment une part très importante dans le cœur de Nobuteru Yūki (dont son personnage féminin favori de tous ceux qu'il a pu créer, est Hitomi). 
Comme il le dit dans les bonus du DVD japonais : « il s'est vraiment fait plaisir ». De plus, on lui avait confié une autre tâche des plus importantes pour ce film : il en était également le directeur de l'animation.
Nous pouvons continuer d'admirer le style graphique si particulier du film d'Escaflowne, qu'il a conservé lors du chara-design de Heatguy-J, série TV de 26 épisodes, dans les traits des personnages. 
Cette fois-ci, Nobuteru revient aux séries futuristes.

## Collaborations dans le jeu vidéo
Étant un très grand amateur de jeux vidéo, Nobuteru Yūki reçoit une lettre en provenance de la société Square. Il se vit confier le chara-designer du projet Chrono Cross. (il devait d’ailleurs créer plus de deux cents personnages.)
Il a également créé les personnages de Tail concerto, Seiken Densetsu 3, Legend of mana, Sword of mana, Radical dreamer.
En 2005, il vient de terminer le chara-design d'une série d'animation adaptée d'un jeu vidéo très reconnu au pays du soleil levant, Xenosaga (où il a dû simplifier son style pour diminuer la charge de travail pour les animateurs et aussi pour raison de budget).

## Anecdotes sur l'auteur
Nobuteru Yūki crée des personnages tellement détaillés que les animer est un réel défi. Pour des films ou OAV comme Five star stories, X1999 ou les Chroniques de la Guerre de Lodoss, on a dû faire appel à un studio extérieur coréen du nom de DR.MOVIES pour créer les scènes moindres et ainsi libérer les animateurs et intervalistes des studios japonais pour les scènes plus importantes.
Il reçoit souvent comme consigne de la part des studios de dessiner des personnages pas trop compliqués.
Nobuteru Yūki s'inspire fortement du style Art nouveau et plus particulièrement du peintre Alfons Mucha. Comme ce dernier, Nobuteru aime dessiner des arabesques très détaillées dans les chevelures de ses personnages. Les vêtements ne sont pas en reste également, il y fait une multitude de plis très complexes.

Une chose très reconnaissable au style de Nobuteru Yūki est les yeux de ses créations, il leur donne l'impression du rimmel à forte dose (de long cils noirs recourbés), voir par exemple les personnages de Lodoss War ou encore Five Star Story
Nobuteru Yūki est un très grand joueur de jeux vidéo, et aussi un très grand collectionneur de celluloïds (avec ses fonctions, il est plus facile pour lui de les collectionner).

## Filmographie

### Cinéma
- 1989 : Five Star Stories
- 1992 : Kaze no tairiku (The weathering continent)
- 1996 : X1999
- 2000 : Escaflowne (Tsubasa no Kami)

### Série télévisée
- 1985 : Bionic Six (Les Bionics)
- 1996 : Vision d'Escaflowne (Tenkū no Esukafurōne)
- 2002 : Captain Herlock: The Endless Odyssey
- 2002 : Heatguy-J
- 2005 : Xenosaga
- 2005 : Paradise Kiss
- 2007 : Toward the Terra
- 2011 : Menkai Ki

### OAV
- 1987 : Shinmajinden
- 1990 : Cléopatra DC
- 1990 : Angel Cop
- 1990 : Les Chroniques de la guerre de Lodoss
- 1991 : Sukeban deka
- 1993 : Gunnm (Angel Battle Alita)
- 1999 : Trèfle
- 2012 - 2013 : Yamato 2199

### Clip
- 1993 : X² (clip promotionnel pour le film)

### Générique
- 1998 : Cardcaptor Sakura (2e générique de fin)

### Jeu vidéo
- 1995 : Seiken densetsu 3
- 1997 : Azure Dreams
- 1997 : The Vision of Escaflowne
- 1998 : Tail Concerto
- 1999 : Chrono cross
- 2010 : Solatorobo: Red the Hunter

## Goodies
Artbook
- Phantasien.
- Senshibankou/Phanatsien 2. Ouvrage de qualité dans un coffret carton, dans lequel une autre boîte sépare le Phantasien 2 du Seinshibankou (l'ouvrage pèse plus de 2 kilos!). Il est devenu très rare aujourd'hui.

Dōjinshi
Nobuteru Yūki a édité à son propre compte (et frais) 21 dōjinshi reprenant tous les crayonnés de ses illustrations d'artbook, comme les dōga/genga clef qu'il a pu réaliser pour les animations. On y trouve également des crayonnés pour des illustrations, et des étapes de character-design.